# Pimplaetus insinuator
Pimplaetus insinuator là một loài tò vò trong họ Ichneumonidae.